# 장난구

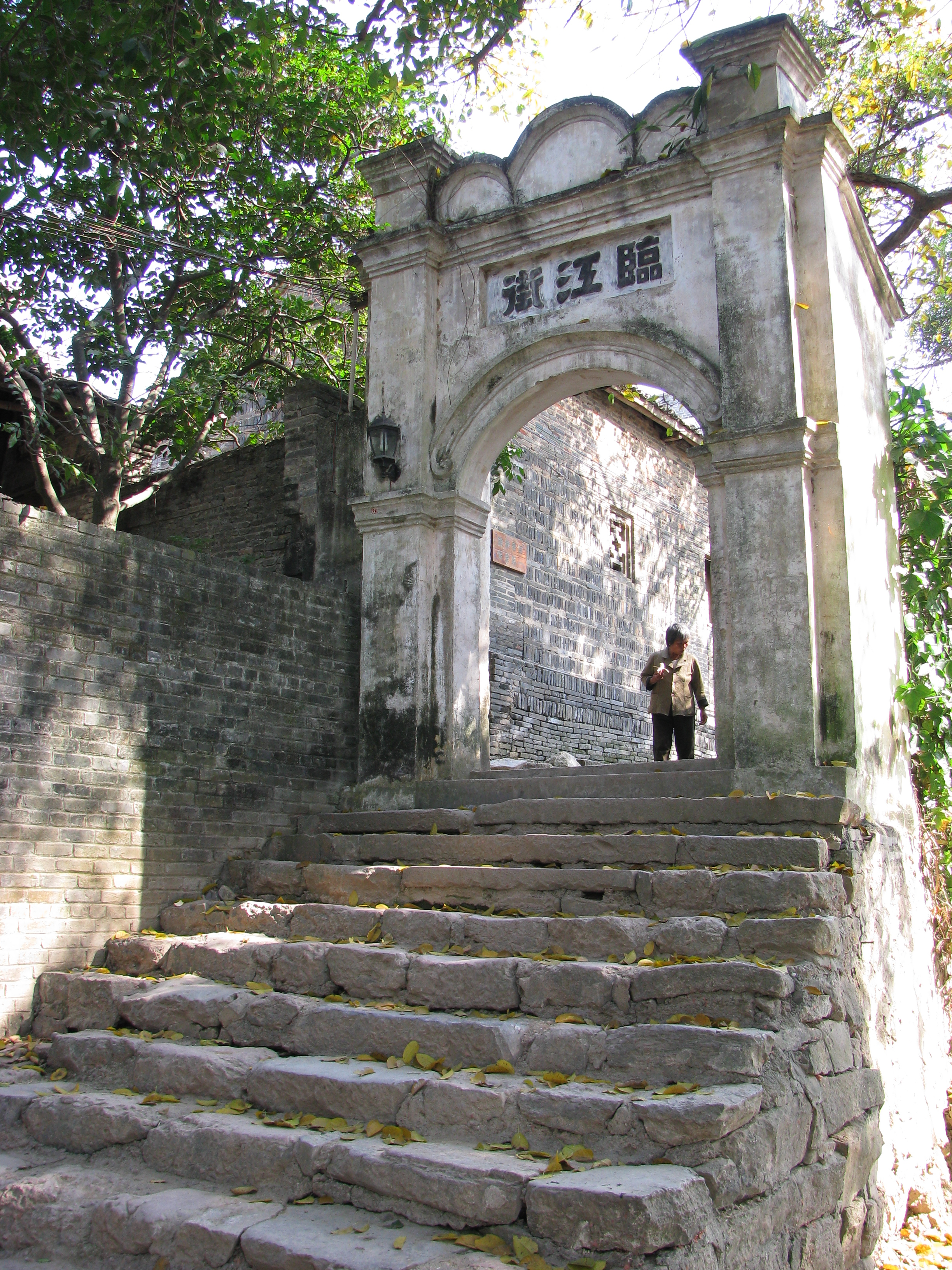

장난구(한국어: 강남구, 중국어: 江南区, 병음: Jiāngnán Qū)는 중국 광시 좡족 자치구 난닝시의 현급 행정구역이다. 넓이는 1154km2이고, 인구는 2007년 기준으로 430,000명이다.

## 행정 구역
4개 가도, 4개 진을 관할한다.
- 가도: 江南街道, 福建园街道, 沙井街道, 那洪街道.
- 진: 江西镇, 吴圩镇, 苏圩镇, 延安镇.